# Andrée Cousineau
Pour les articles homonymes, voir Cousineau.
Andrée Cousineau, née le 18 avril 1951, est une actrice canadienne. Elle est la conjointe du comédien Vincent Bilodeau.

## Biographie

### Télévision
- 1975-1976 : La Petite Patrie : Ginette Martin

### Cinéma
- 1986 : Bach et bottine : Femme enceinte